# Jean-Pierre Cluysenaar

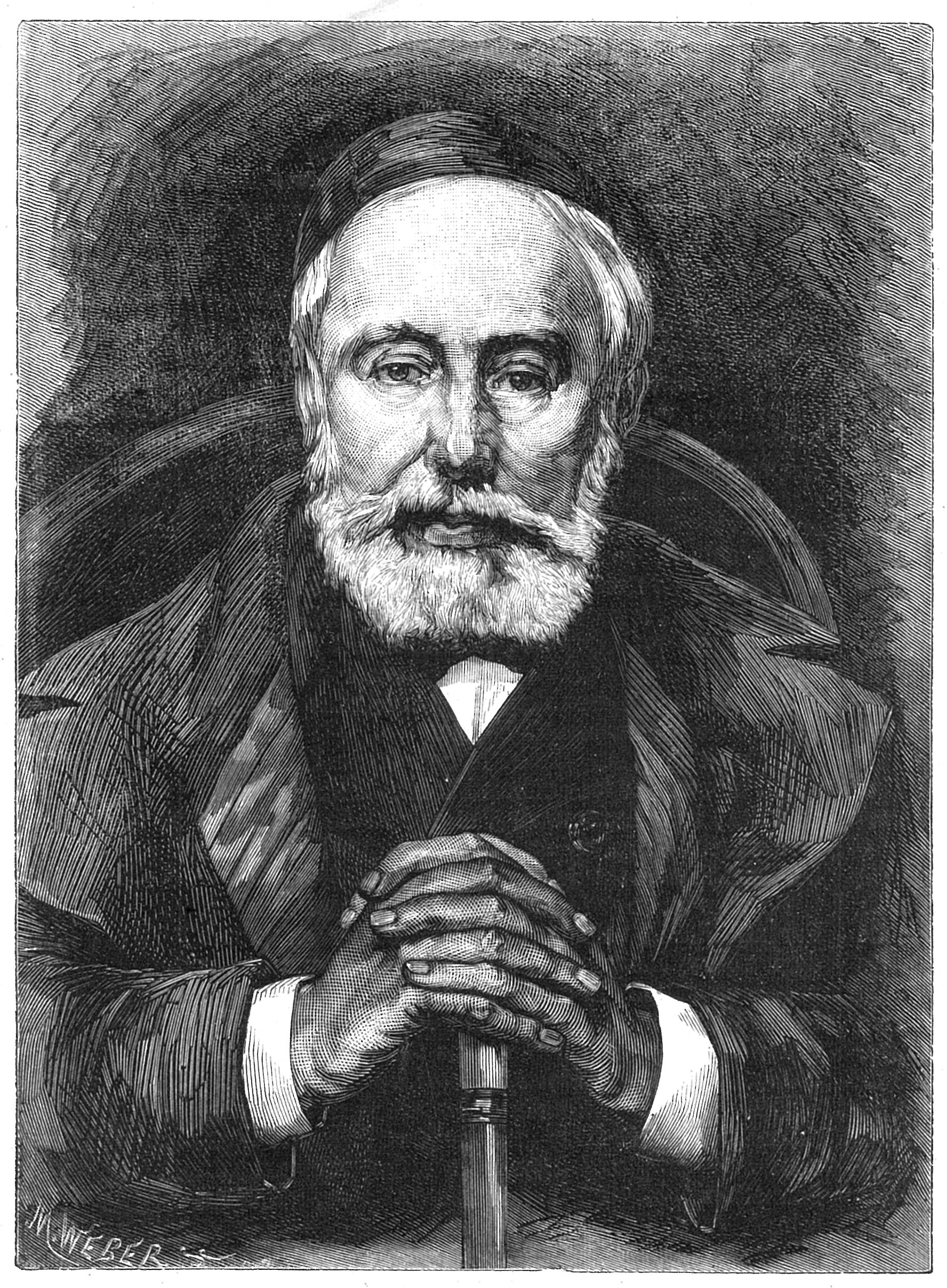
Jean Pierre Cluysenaar

Jean-Pierre Cluysenaar (* 28. März 1811 in Kampen (Niederlande); † 16. Februar 1880 in Saint-Gilles/Sint-Gillis, Brüssel) war ein Architekt des Eklektizismus.

## Leben und Wirken
Jean-Pierre Cluysenaar gehörte zu der aus Flirsch in Tirol stammenden Architekten- und Ingenieur-Familie Klausener, die sich in Aachen und Burtscheid niederließ. Sein Urgroßvater war Paul Klausener aus Flirsch. Ein Zweig dieser Familie wanderte nach Holland aus, wo der Nachname im Lauf der Generationen zu Kluisenaar und Cluysenaar.
Zu Cluysenaars Ausbildung zählte die Teilnahme an den Kursen von Tieleman Franciscus Suys an der Königlichen Akademie der Schönen Künste in Brüssel. Dies prägte seinen Stil beim Entwurf seiner Renaissance-Bauten. Seine Arbeitsweise war der Style rustique. Cluysenaar erbaute Schlösser, Hotels und öffentliche Gebäude. Im Jahr 1841 nahm er die belgische Staatsangehörigkeit an und wurde eingebürgert.
James Cockerill ließ 1818 von Cluysenaar einen der letzten Couvenbauten am Friedrich Wilhelm Platz 7 in Aachen umbauen. Im Jahr 1846 errichtete er den großen Saal in diesem Gebäude, welches seit 1845 der Erholungsgesellschaft Aachen gehörte.
Bereits zwei Jahre zuvor entstand in Burtscheid sein Casino. In Konkurrenz zu Friedrich Joseph Ark entwarf Cluysenaar 1852 einen Plan für die Erweiterung des Aachener Elisenbrunnens. Dieser enthielt einen Umbau und eine Aufstockung beider Flügelbauten inklusive höher gelegten Erweiterungsbauten zur Gartenfront. Das Vorhaben wurde nicht realisiert und der Plan wurde in der Plankammer des Aachener Stadtbauamts archiviert, wo er sich noch 1930 befand.
Cluysenaar zählte zu den ersten Architekten in Belgien, die Konstruktionen in Stahl und Eisen anfertigen ließen. Eines seiner Hauptwerke sind die Königlichen Galerien Sankt-Hubertus, eine überdachte Ladenpassage in Brüssel. Ihre Einweihung erfolgte am 20. Juni 1847.

## Familie
Jean-Pierre Cluysenaar war zwei Mal verheiratet. In erster Ehe mit Elisabeth Puttaert und in zweiter mit Adelaide Puttaert. Sein Sohn Jean André Alfred Cluysenaar (1837–1902) wurde ein vor allem in Belgien bekannter Maler. Seine Tochter Clothilde (31. August 1834–15. August 1901) heiratete später den Architekten Gustave Saintenoy (1832–1892) und war die Mutter von Paul Saintenoy (1862–1952 Brüssel), dem nachweislich letzten Architekten der Klausener Linie.
Mit Jean-Pierres Enkel und ebenfalls als Maler tätigen André Edmond Alfred Cluysenaar (1872–1939), Sohn von Jean André Alfred, wurde die künstlerische Linie in der Familie fortgeführt. Dessen Sohn John Edmond Cluysenaar (1899–1986) begann seine Karriere als Bildhauer und war später auch als Maler erfolgreich. Im Jahr 1924 gewann er den Prix de Rome und 1925 den Prix Godecharle. Vor Ausbruch des Zweiten Weltkrieges verlegte John seine Tätigkeit nach England und Schottland, kam aber nach Kriegsende wieder nach Belgien zurück. Dessen Tochter Anne (1936–2014) blieb im Vereinigten Königreich und lebte nach ihrem Studium am Trinity College in Dublin als Dichterin und Lyrikerin in Wales.

## Titel, Auszeichnungen und Mitgliedschaften
- Vize-Präsident der Comm. royal des Mon. et du Conseil supérieur d’Hygiène publique
- Mitglied der Acad. d’Achéologie de Belgique
- Mitglied der Koninklijke Academie voor Schone Kunsten Antwerpen
- Kgl. ABK in Amsterdam
- R. Assoc. of Brit. Architects
- Offizier des Leopoldsordens
- Ritter des Orden vom Zähringer Löwen

## Werke (Auswahl)

### Aachen
- Kurbrunnenstraße 42, Kommerzienrat Richard Erckens
- Franzstraße 48, Nellessen (zugeschrieben)
- Friedrich Wilhelm Platz 6, Hotel Nuellens (sehr frgl. Zuschreibung)
- Templergraben 79 (evtl. Zuschreibung)

### Schlösser und Hotels
- ein Hotel in Aachen, 1843

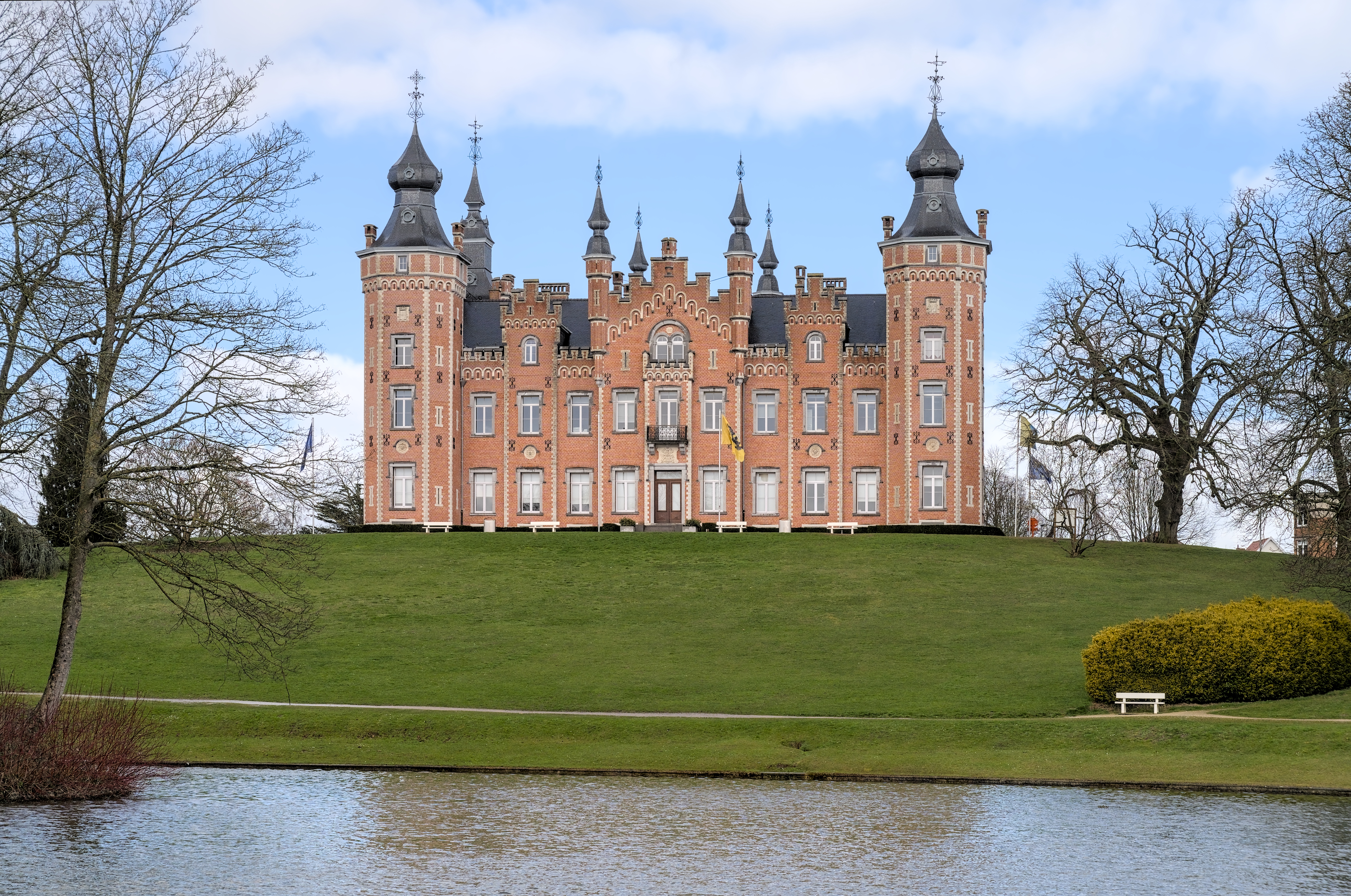
Das Kasteel de Viron in Dillbeek

- Hôtel du baron Brugmann, rue d’Arenberg, Brüssel (1844)
- Hôtel Nagelmackers, Lüttich (1846)
- Château du procureur général de Bavay, Forest/Vorst (1851)
- Kasteel Rey oder Kasteel Calmeyn[4], Drogenbos (1852–1853)
- Schloss des Grafen Ferdinand de Meeûs in Argenteuil bei Waterloo (1856–1858)
- Hôtels de Meeûs, im ehemaligen Palast Vander Noot d'Assche, jetzt Sitz des Belgischen Staatsrates, Brüssel (1861)
- Schloss Kasteel de Viron, jetzt Gemeindeverwaltung (gemeentehuis), Dilbeek (1862)
- Château de Vieux-Sart, Corroy-le-Grand (1864)
- Villa von Adrien-François Servais in Halle (Belgien)

### Öffentliche Architektur
- Salle de la Grande Harmonie, 1841, Brüssel
- Cercle Noble, 1843, erh.
- Kiosk im Warandepark, Brüssel (1840)
- Königliche Sankt-Hubertus-Galerien, Brüssel (1845–1847)
- Konzertgebäude, Aachen (1846)
- Fassade des Théâtre de l’Alhambra, 1846, 1974 zerst.
- Bebauung Bas-fonds an der Koningsstraat/rue Royale hinter der Kongress-Säule, Brüssel, 1847
- Marché de la Madeleine/Magdalenamarkt, Brüssel (1847), überw. zerst.
- Place du Congrès, 1847–50
- Galerie Bortier/Bortiergalerij, Brüssel (1848)
- Halbrund im Senatsgebäude, 1849
- Hospice des aveugles de la porte de Hal, 1856
- Bahnhöfe der ehemalige Linie Dendre et Waes: Ternat (1856), Aalst (1856), Zandbergen (1860)
- Blindeninstitut am Halletor, Brüssel (1852)
- Eiserne Kirche in Argenteuil bei Waterloo (1855–1862)
- Theater und Kurhaus, Homburg vor der Höhe (1851, 1860–1863)
- Königliches Konservatorium Brüssel, rue de la Régence/Regentschapsstraat, Brüssel (1872–1876)
- Notre-Dame de la Visitation, Rochefort (1874)

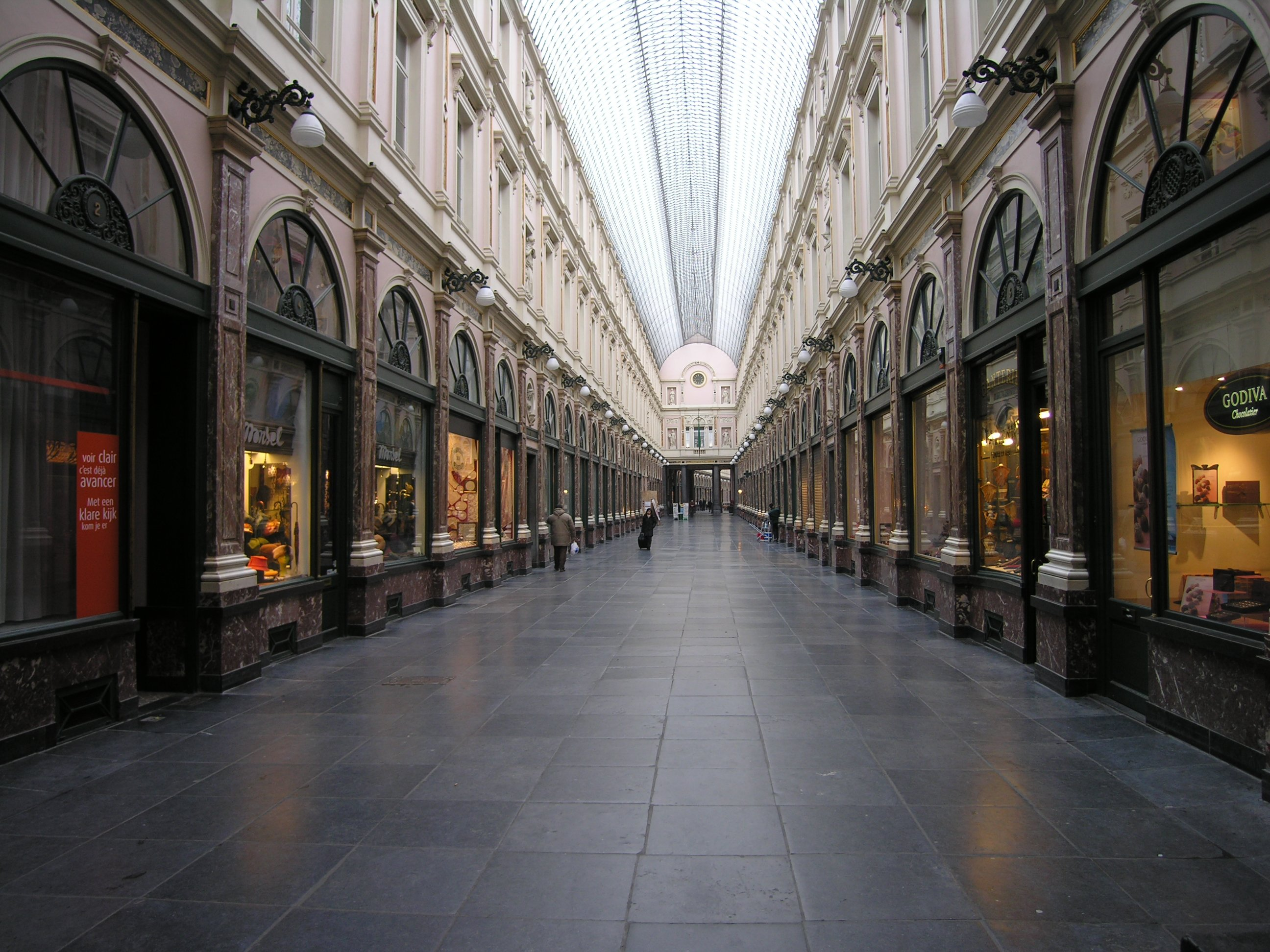
Königliche Sankt-Hubertus-Galerien
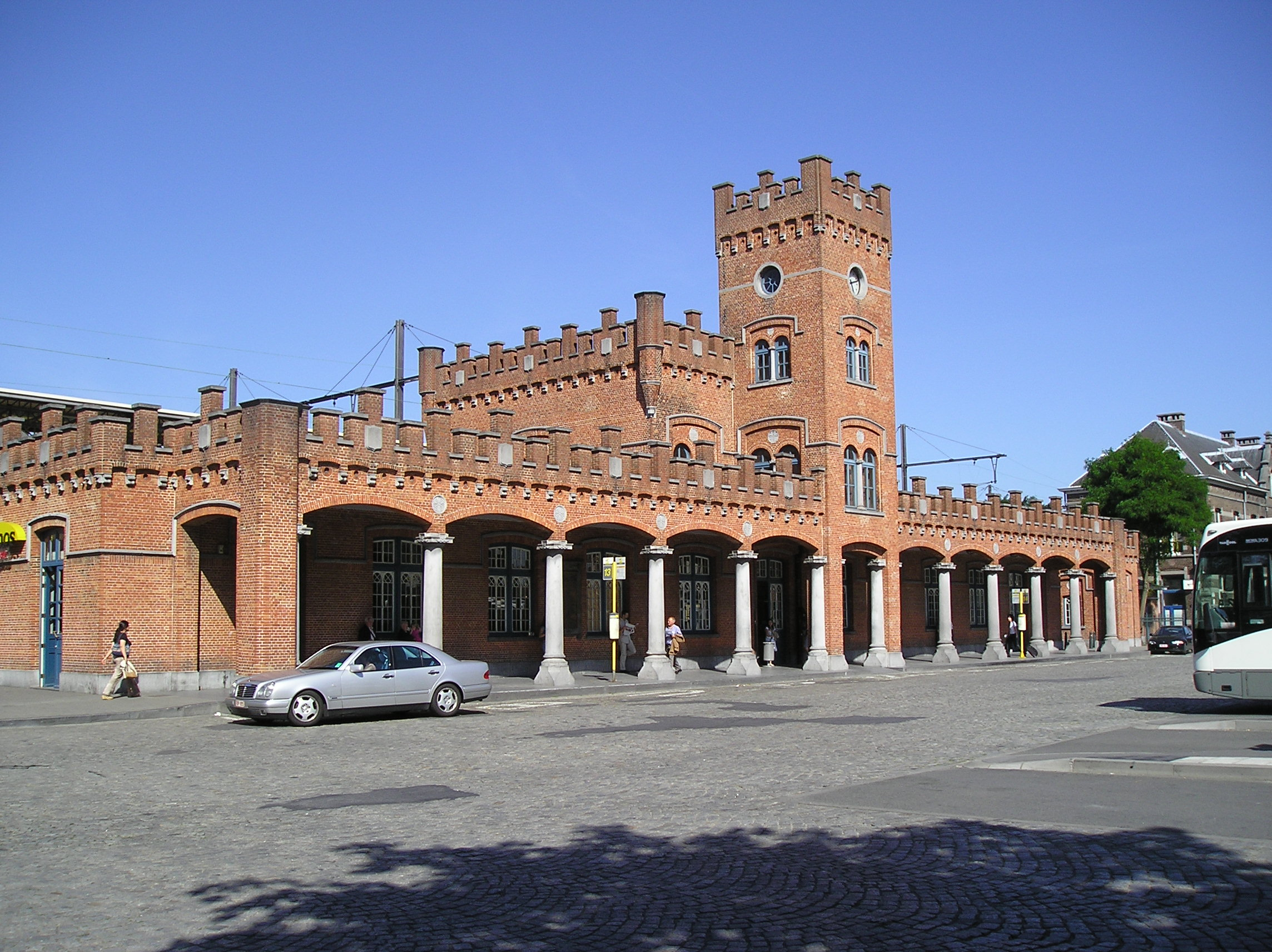
Bahnhof Aalst
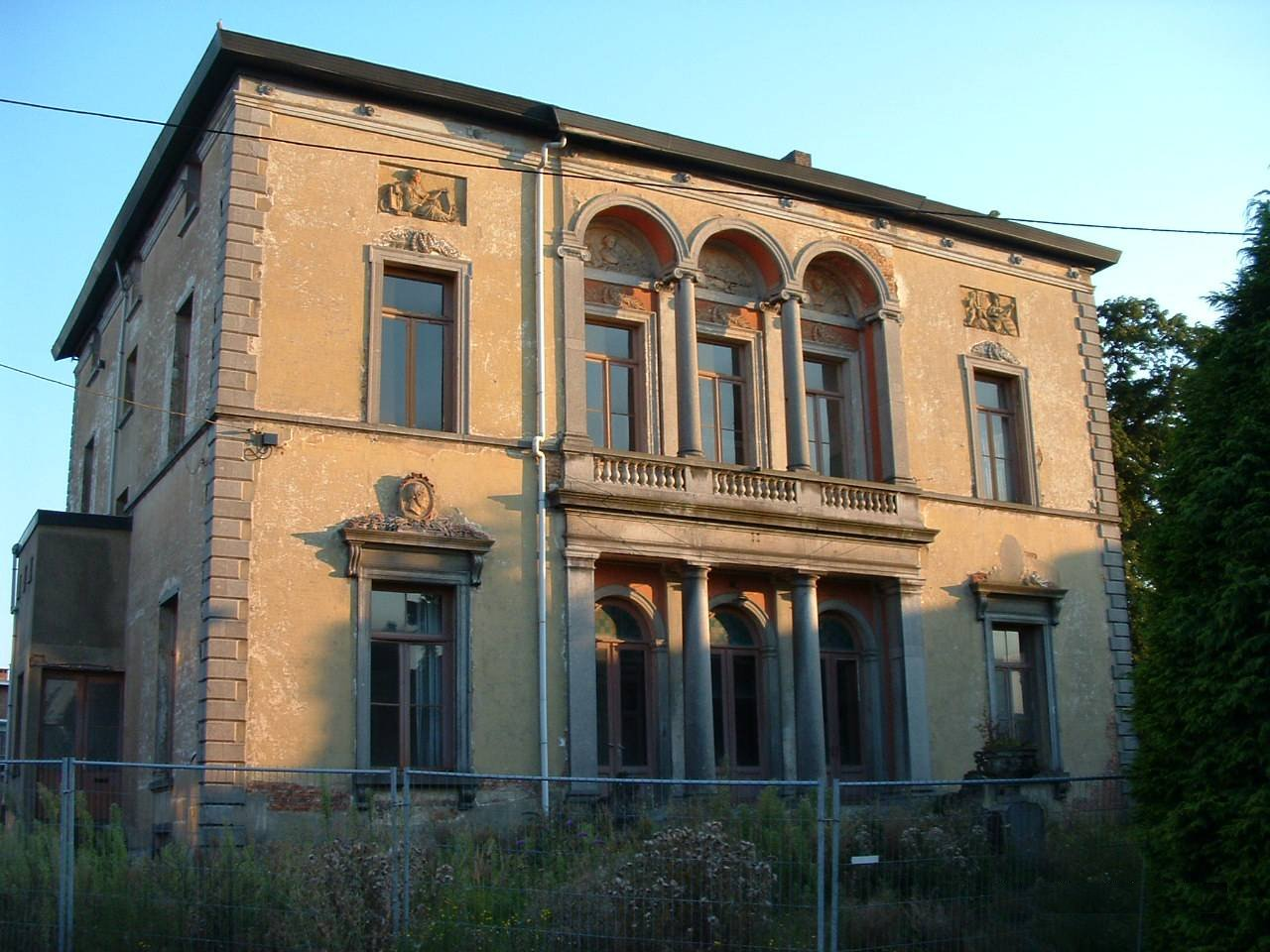
Villa Servais in Halle
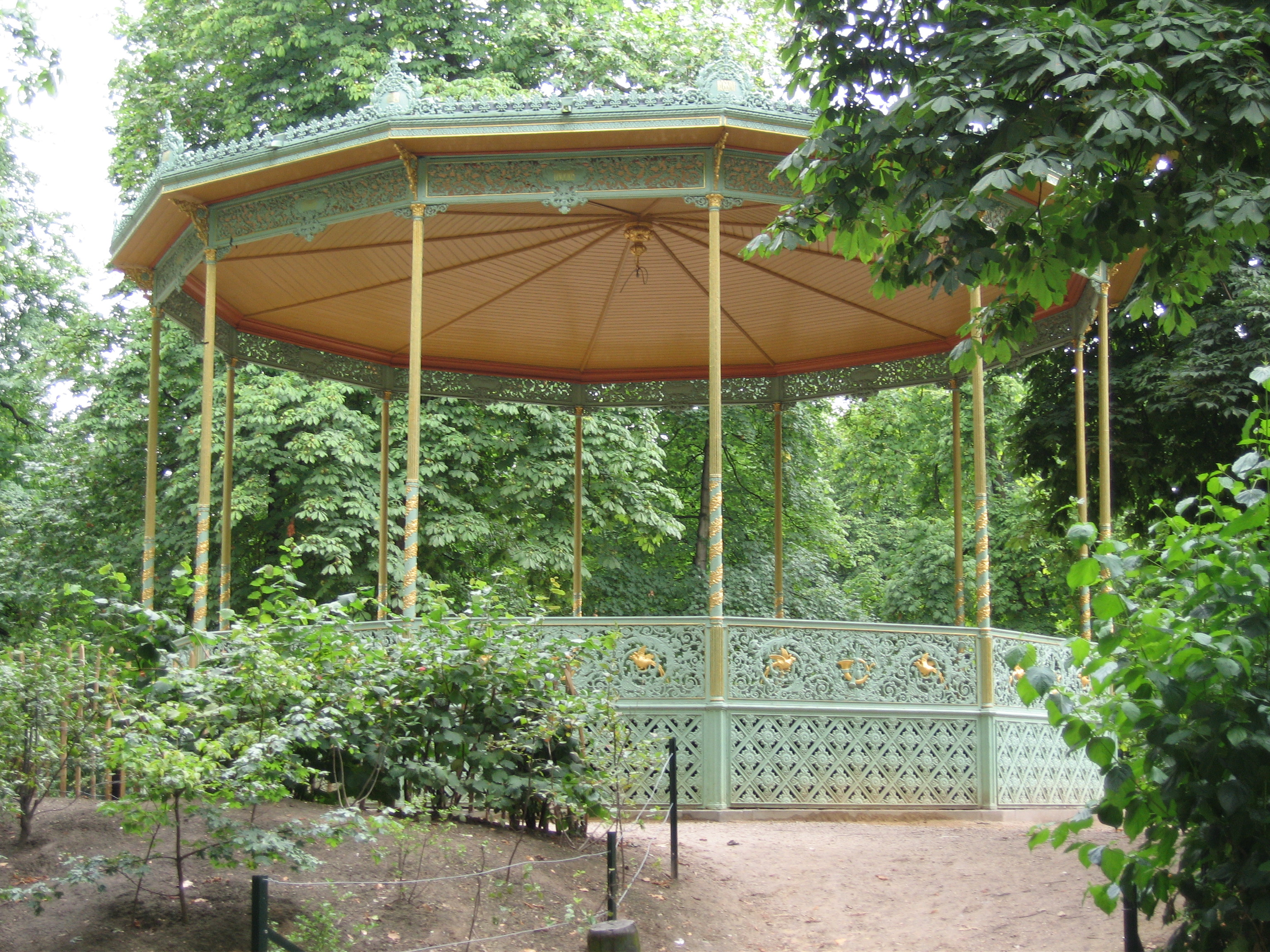
Kiosk im Warandepark Brüssel
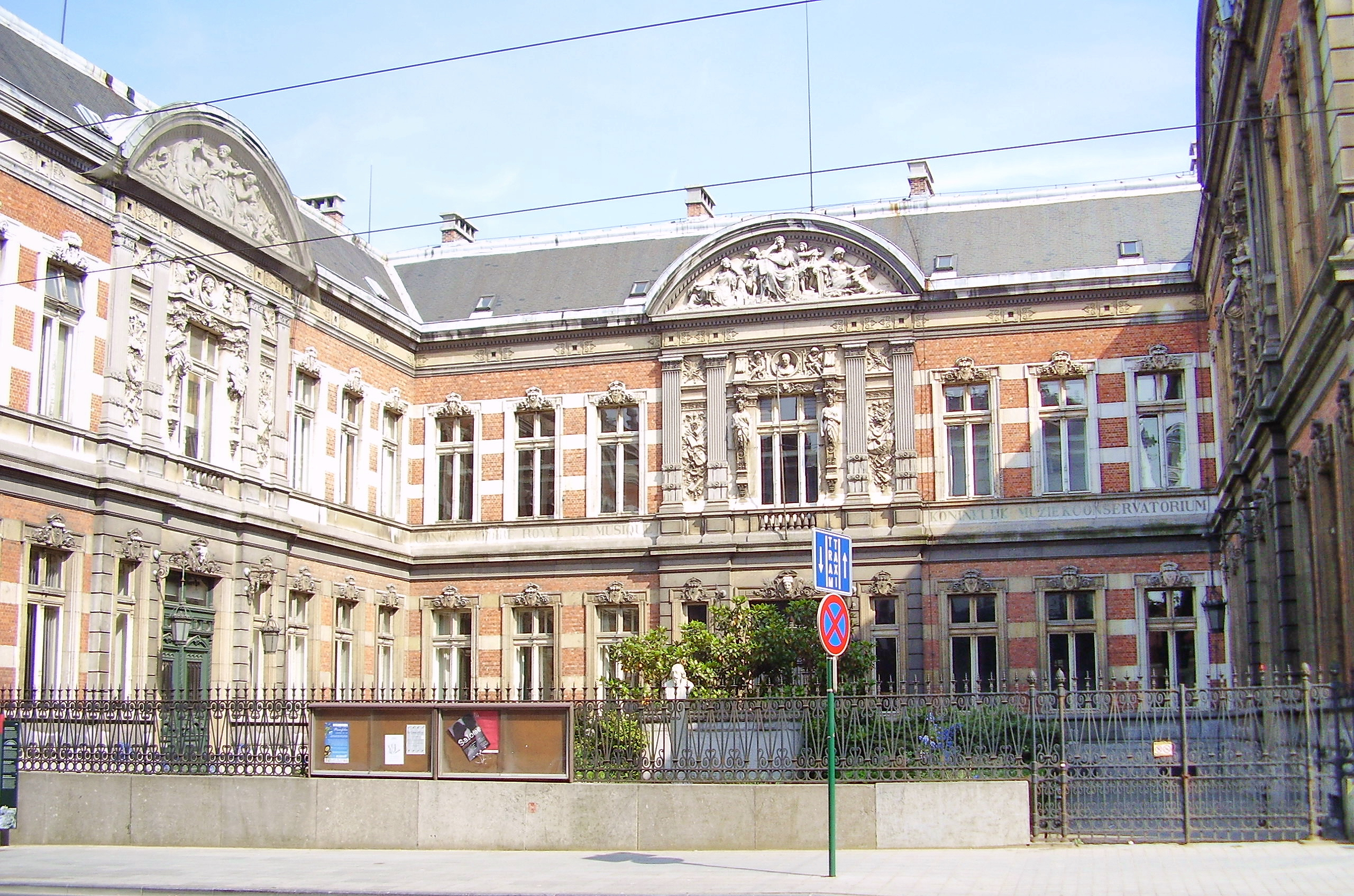
Königliches Konservatorium Brüssel
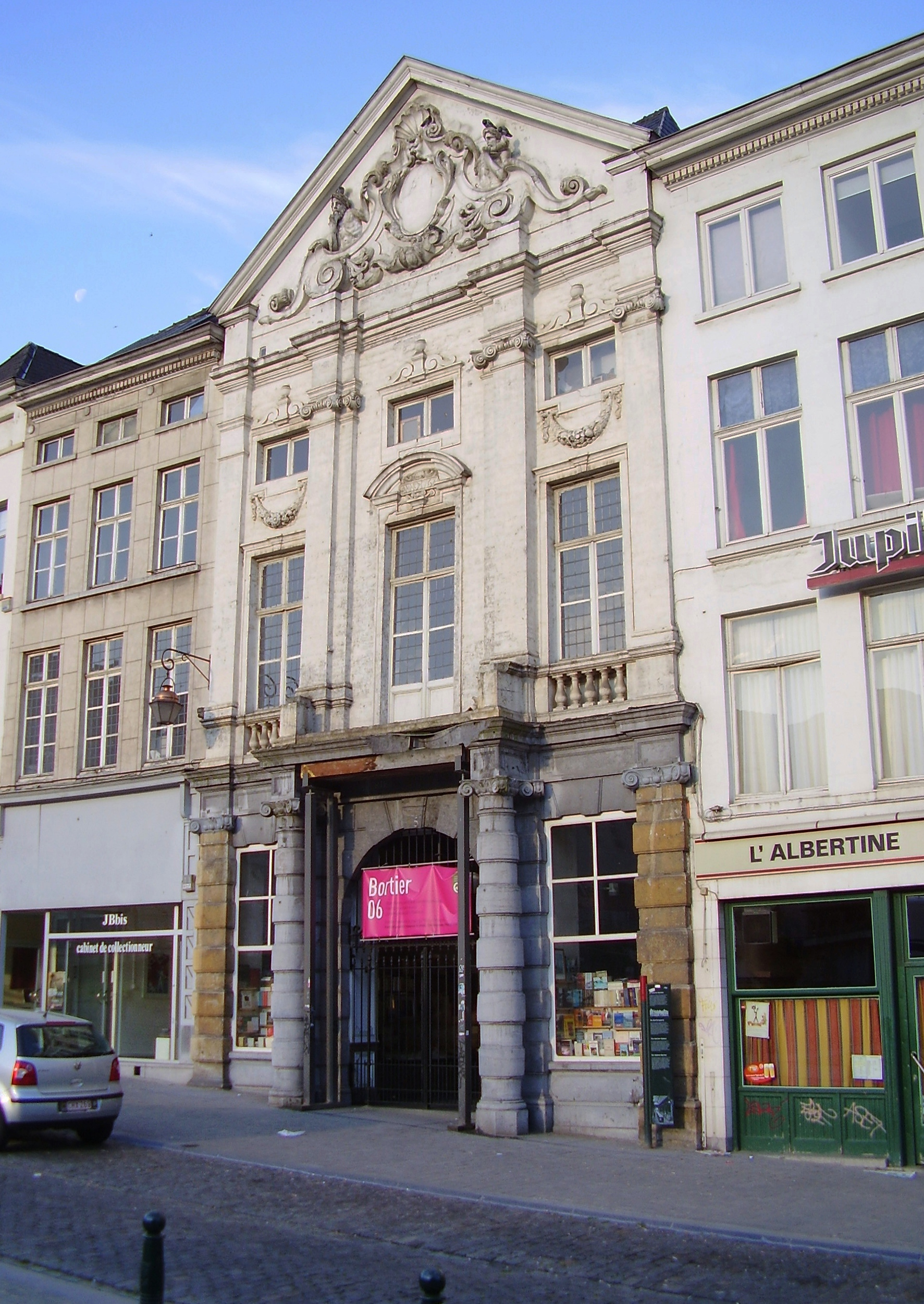
Galerie Bortier
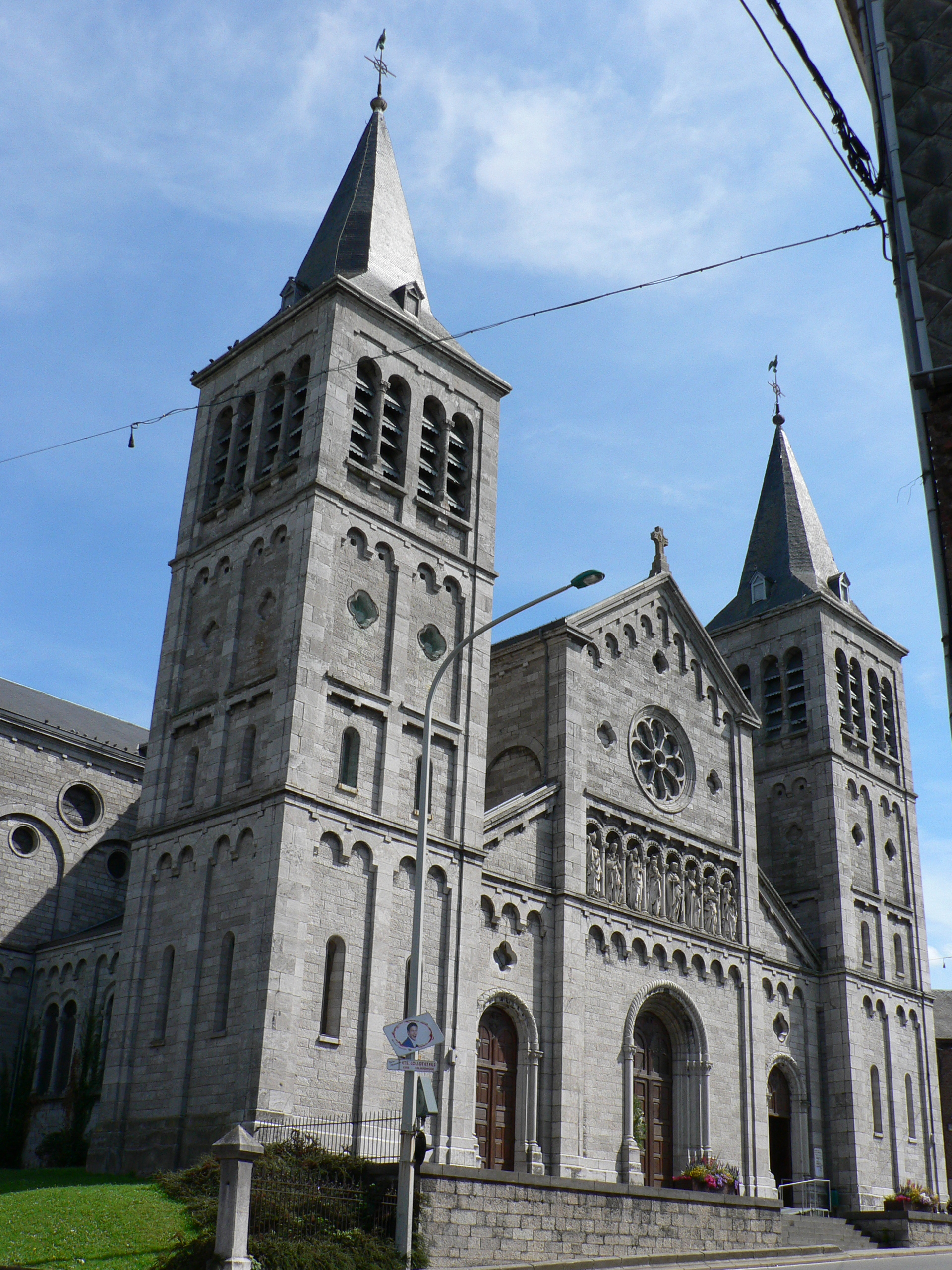
Notre-Dame de la Visitation